# Geotermalna elektrana Krafla
Geotermalna elektrana Krafla, snage 60 MW je smještena blizu vulkana Krafla koji se nalazi na Islandu. Dobavljajući toplinu iz 33 bušotine od kojih je 15 u stalnoj upotrebi, Krafla je najveća geotermalna elektrana na Islandu. Elektrana ima oko 15 stalno zaposlenih radnika.

## Prva faza
Prve probne bušotine su napravljene 1974. godine. Geotermalno polje Krafla se nalazi u poznatom geotermalnom području na sjeveru Islanda. 
Povijest elektrane Krafla je bila burna, počevši od toga da je na samom početku bila ugrožena opstojnost elektrane zbog vulkanskih aktivnosti i to prije nego što je priključena na mrežu.
Vulkanske erupcije koje su uslijedile u vremenskom razdoblju između 1975. i 1984., uzrokovale su ulazak korozivno djelujućih para u geotermalni sustav mijenjajući time kemijska svojstva pare. Tako izmijenjenih svojstava, para je povećanom korozivnošću uništavala dobavnu liniju.
Unatoč tim poteškoćama, prva turbina je priključena na mrežu 1978.
Druga turbina nije ugrađena u prvoj fazi kako je to prvotno predviđeno, dok je prva turbina radila na samo 10% snage. Sljedećih se godina kapacitet parne turbine postepeno povećavao, da bi ranih 90-ih turbina radila punom snagom.
Pri punoj snazi, jedna turbina koristi 55 kg/s zasićene pare u visokotlačnom dijelu turbine pri tlaku 7.7 bara i 18 kg/s zasićene pare u niskotlačnom dijelu turbine pri 2.2 bara. Snaga takve jedne turbine je bila 30 MW.

## Druga faza
Druga faza je započela obnovom starih i bušenjem novih bušotina 1996. godine.
Instalirana je druga turbina snage 30 MW i obnovljena već postojeća elektroničko upravljanje sustavom i zaštitna oprema.
Radovi i obnova završili su 1997. godine kada je elektrana radila punom snagom od 60 MW. Razvojem tehnologija poboljšano je izvlačenje pare, tako da danas na Islandu imamo instalirane turbine ukupne snage 575 MW koje koriste geotermalnu toplinu za proizvodnju električne struje.